# Mariebergs gård, Botkyrka kommun

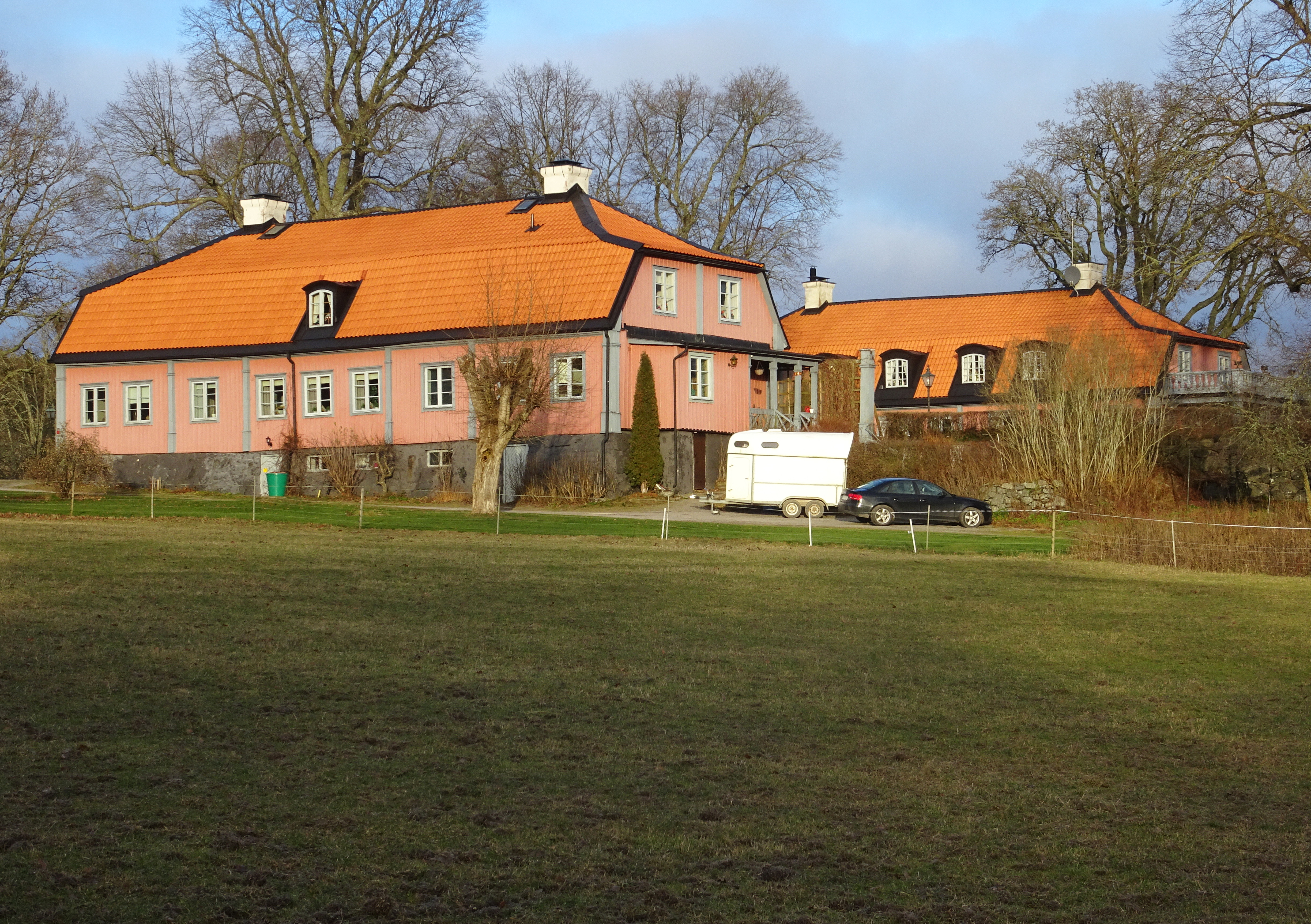
Mariebergs båda flyglar, januari 2018.

Mariebergs gård (äldre namn Mariad) är en herrgård och ett tidigare fideikommiss strax söder om Grödinge kyrka i Grödinge socken, Botkyrka kommun, Stockholms län. Huvudbyggnaden brann ner 1883 men de båda välbevarade flyglarna från 1705 finns fortfarande kvar.

## Historik
Mariad (Marieberg) omnämns i skriftlig form 1349 då anges en Kettilmund som ägare. Han lär ha varit gift med ett barnbarn till Magnus Ladulås och på så sätt kommit över marken. Senare under medeltiden ägdes Mariad av kyrkan och Olof Torkelsson Bröms, domprost i Strängnäs, brukade marken. I samband med Gustav Vasas reduktion drogs Mariad 1540 in till kronan. Först 1570, efter Gustav Vasas död, återfick Bröns änka rätten till Mariad av Johan III. År 1670 blev Ebba Banér ägare till Mariad och efter henne tillträdde ett flertal ägare tillhörande högadeln, bland dem Zakarias Wattrang som 1683 bytte till sig egendomen.

## Marieberg under Wattrang

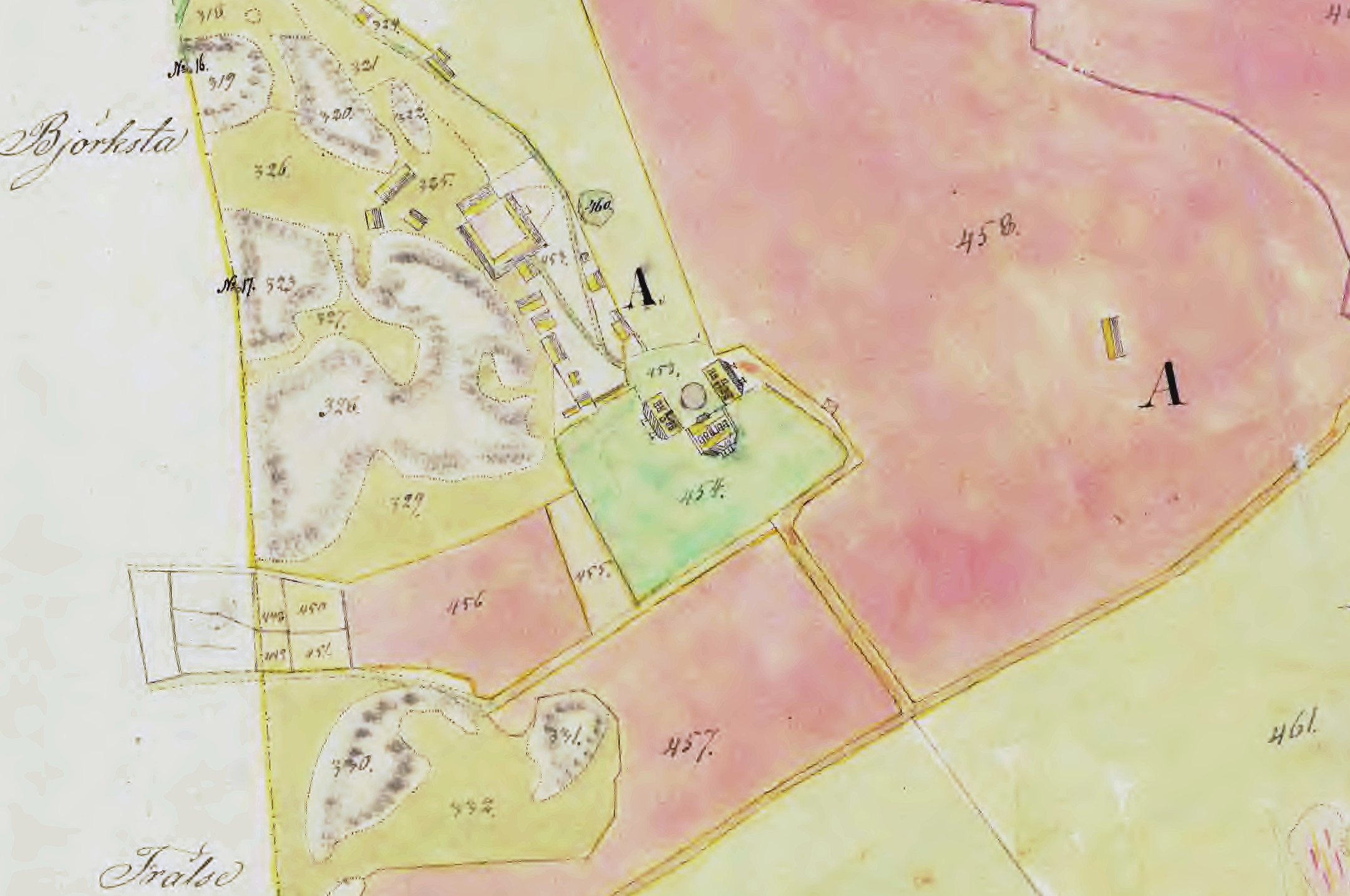
Mariebergs bebyggelse 1840, kort innan huvudbyggnaden brann ner.

År 1703 fick gården säterirättigheter och 1705 uppfördes gårdens corps de logi med två fristående flyglar i karolinsk stil. Samtliga tre byggnader fick samma planmått (27x12 meter) och placerades med huvudbyggnaden åt söder på en kulle, bra synlig över bygden. Det rörde sig om knuttimrade trähus i 1½ våningar under brutna och valmade sadeltak, täckta av lertegel. Fasaderna kläddes med stående locklistpanel som avfärgades i gammalrosa kulör med detaljer i grå. 
Byggherren var Zakarias Wattrangs son Johan (1659–1724), gift 1688 med Anna Maria Ehrenstrahl, dotter till målaren David Klöcker Ehrenstrahl. Hon var själv en duktig bildkonstnär och det nya hemmet smyckades med många av hennes verk. Stället fick samtidigt sitt nuvarande namn, Marieberg, efter ägarinnan Anna Maria. 1717 instiftades egendomen som fideikommiss. 
Vid denna tid hade det omgivande odlingslandskapet fått dagens utseende. Gårdens stora ängsarealer låg på östra sidan landsvägen, i anslutning till den numera nästan igenväxta Kyrksjön. Till gården ledde två vägar, en norra via torpet Lugnet och en södra, den som fortfarande används idag. Marieberg stannade sedan i släkten. 
Den siste Wattrang på Marieberg var kaptenen Johan Gustaf Wattrang (född 1758) som var ägare mellan 1817 och 1827. Då tillhörde flera andra gårdar i trakten till godset, bland annat Karshamra, Kagghamra och Viad. Marieberg var den största egendomen i socknen. 1817 avled Johan Gustaf Wattrang ogift och barnlös och slöt denna ättegren. Efter hans död tillföll det stora Wattrangska fideikommisset hans halvkusins sonson, Carl Gustaf Braunerhielm, med undantag för Marieberg, som kom till friherrarna Rudbeck.

## Marieberg under Rudbeck och fram till idag

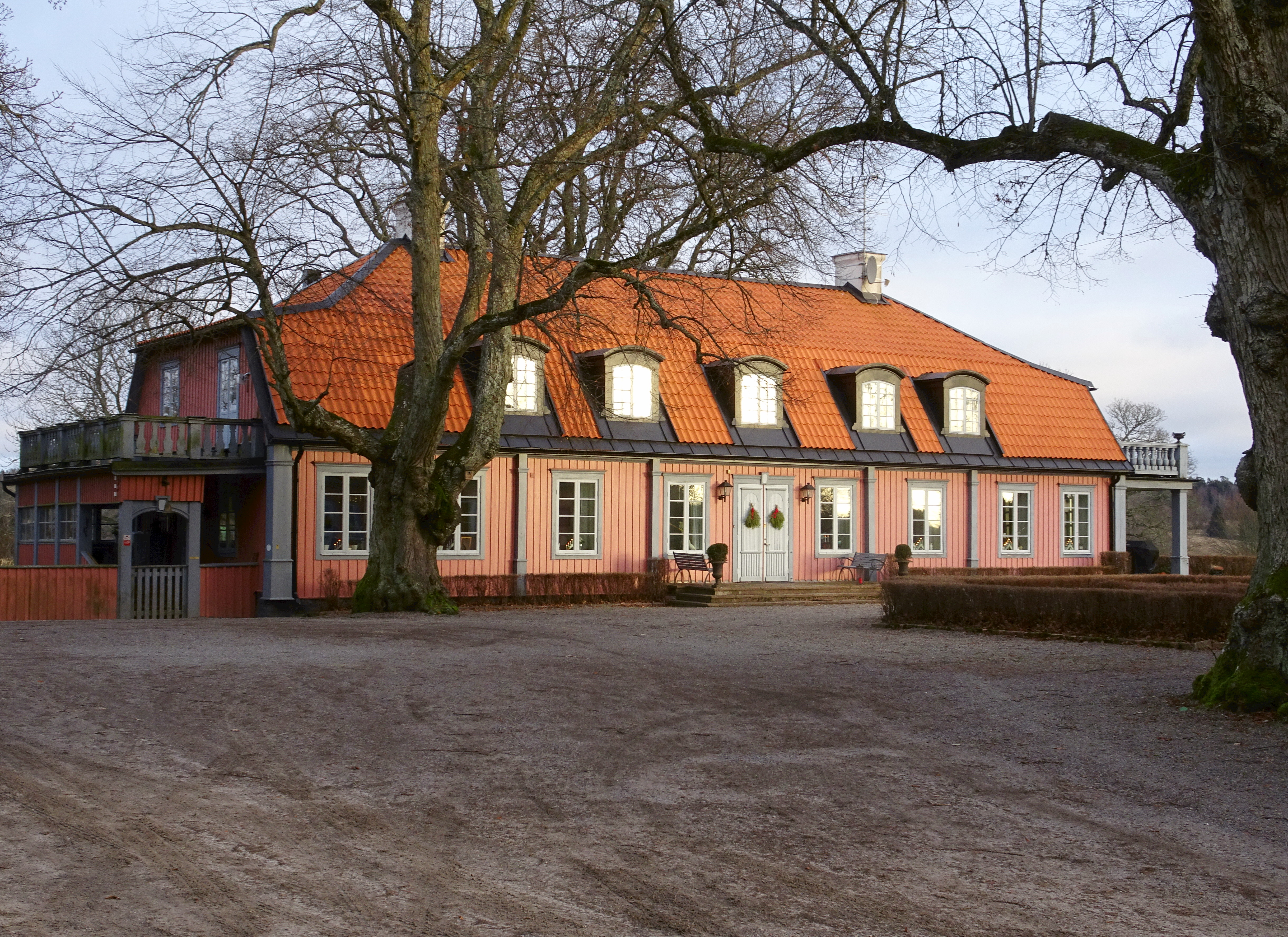
Dagens huvudbyggnad (norra flygeln).

Efter 1840 ägdes Mariebergs fideikommiss av hovmarskalken friherre Claes Reinhold Rudbeck (1791-1874) gift med grevinnan Juliana Sofia Oxenstierna (1795–1862). 1883 brann huvudbyggnaden ner till grunden och återuppbyggdes aldrig. Sedan dess nyttjas den norra flygeln som huvudbyggnad. Med branden försvann många oersättliga inventarier, bland annat flera målningar av Anna Maria och de kungaporträtt som hennes far David Klöcker Ehrenstrahl gjort. Egendomen stannade i Rudbeckska familjen fram till 1916 då den såldes. 
På 1800-talet låg gårdens ekonomibyggnader norr om huvudbebyggelsen. Dagens ekonomibyggnader är uppförda under 1900-talet sydväst därom. Utanför trädgården ligger det så kallade Vita huset, ett äldre magasin (idag bostad) samt en statarstuga, kallad Spetsbergen. 1964 förvärvades egendomen, utom själva gården, av Stockholms stad. Sedan 2003 ägs Marieberg av familjen Spandow som sköter gården helt ekologiskt. Man bedriver hästverksamhet och håller kor av rasen Hereford samt får som håller markerna öppna.

## Tyskbotten
Intill landsvägen, ungefär 800 meter söder om Marieberg återfinns den gamla krogen Tyskbotten som tillhörde Mariebergs säteri under 1600-talet. Den kallades även Mariebergs- eller Vännersborgskrogen och var den tidigast kända platsen för krogrörelse i Grödinge. Rättigheten för säterierna att bedriva krogrörelse upphörde 1723, därefter kunde vem som helst ansöka om utskänkningstillstånd. Ungefär vid denna tidpunkt slutade krogverksamheten i Tyskbotten. Den gamla krogbyggnaden, en knuttimrad, panelad parstuga med sadeltak, finns ännu bevarad. Intill ligger uthuset som tidvis använts som bostad.

## Bilder

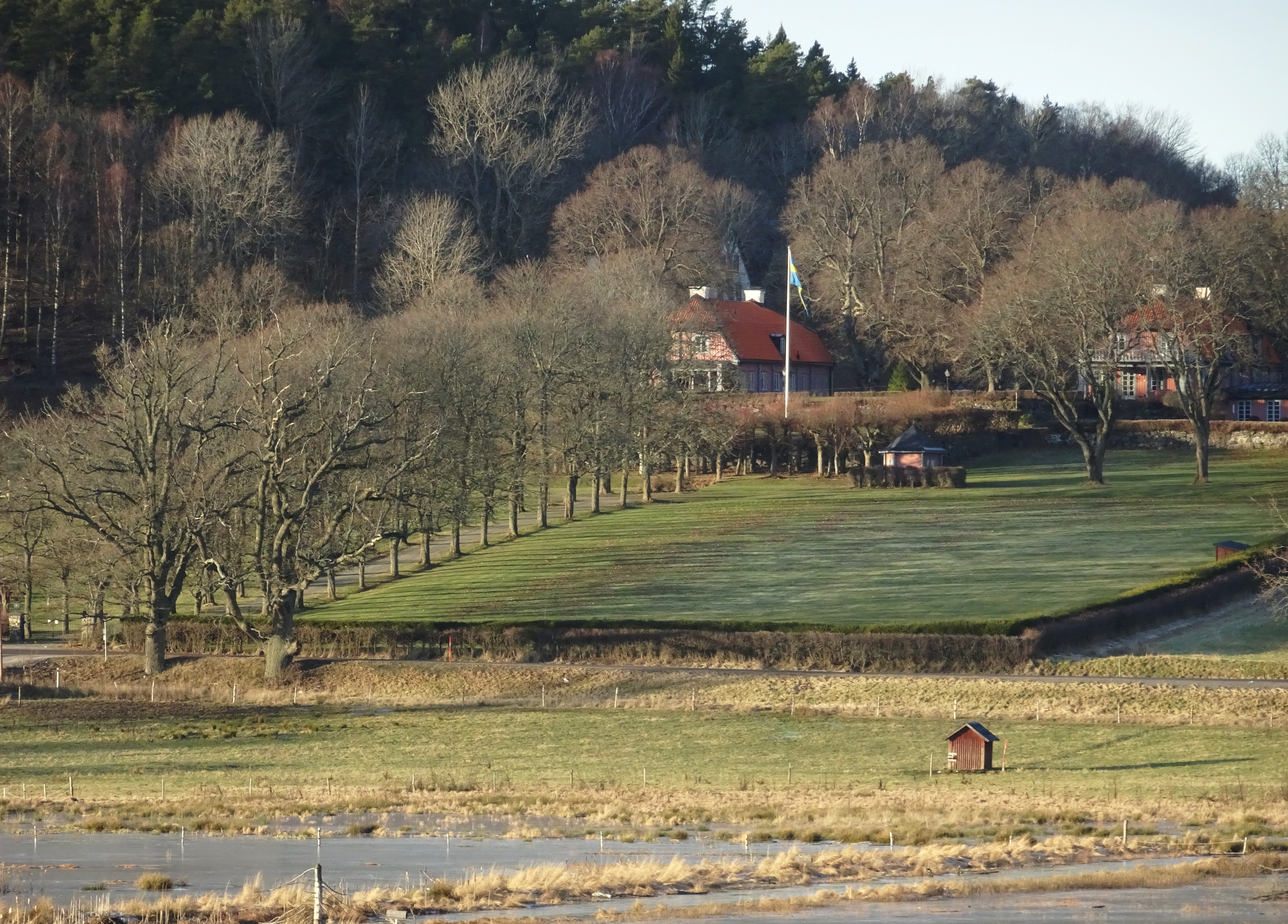
Mariebergs gård sedd från Kyrksjön
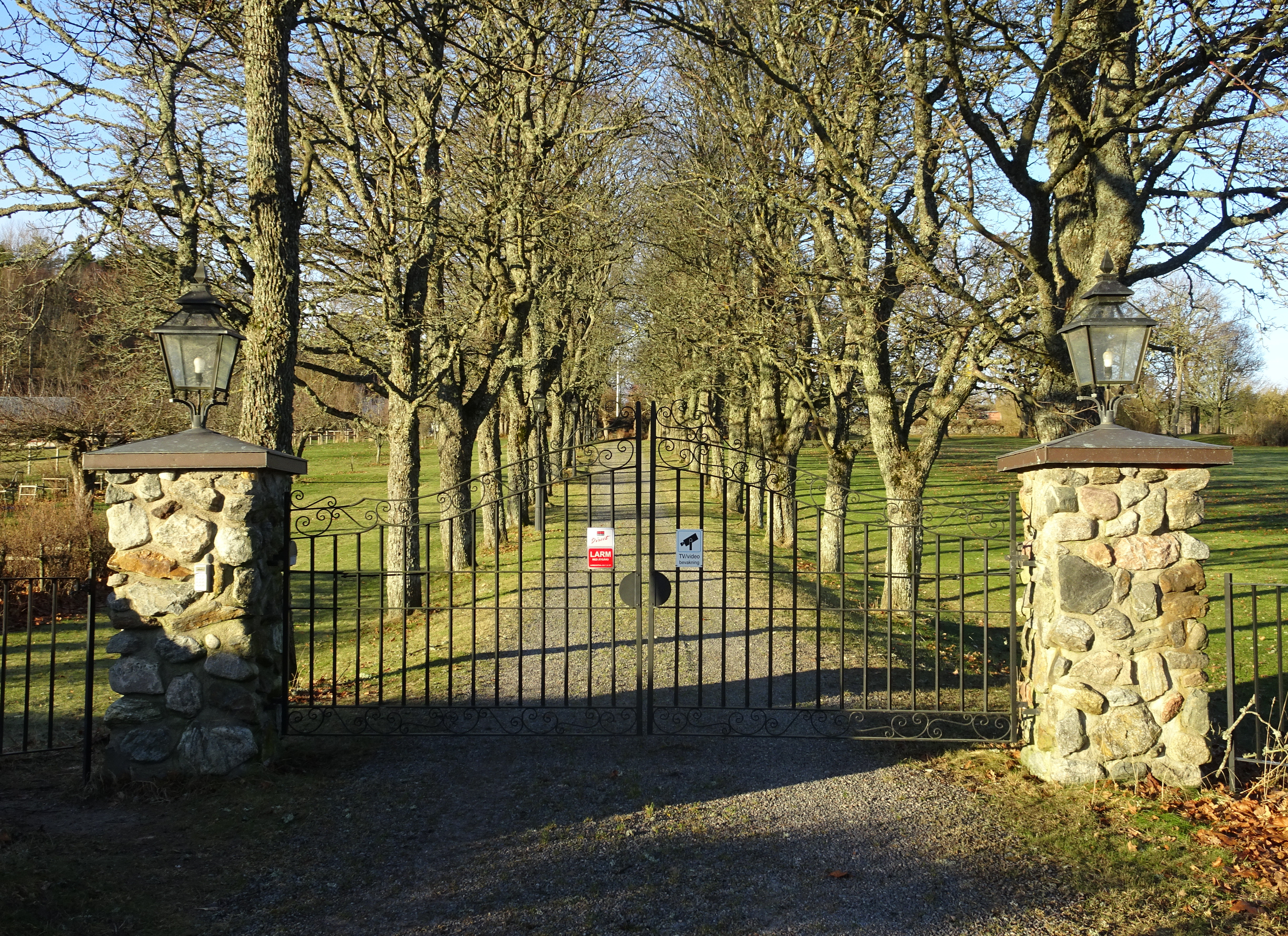
Smidesgrinden och allén upp till gården.
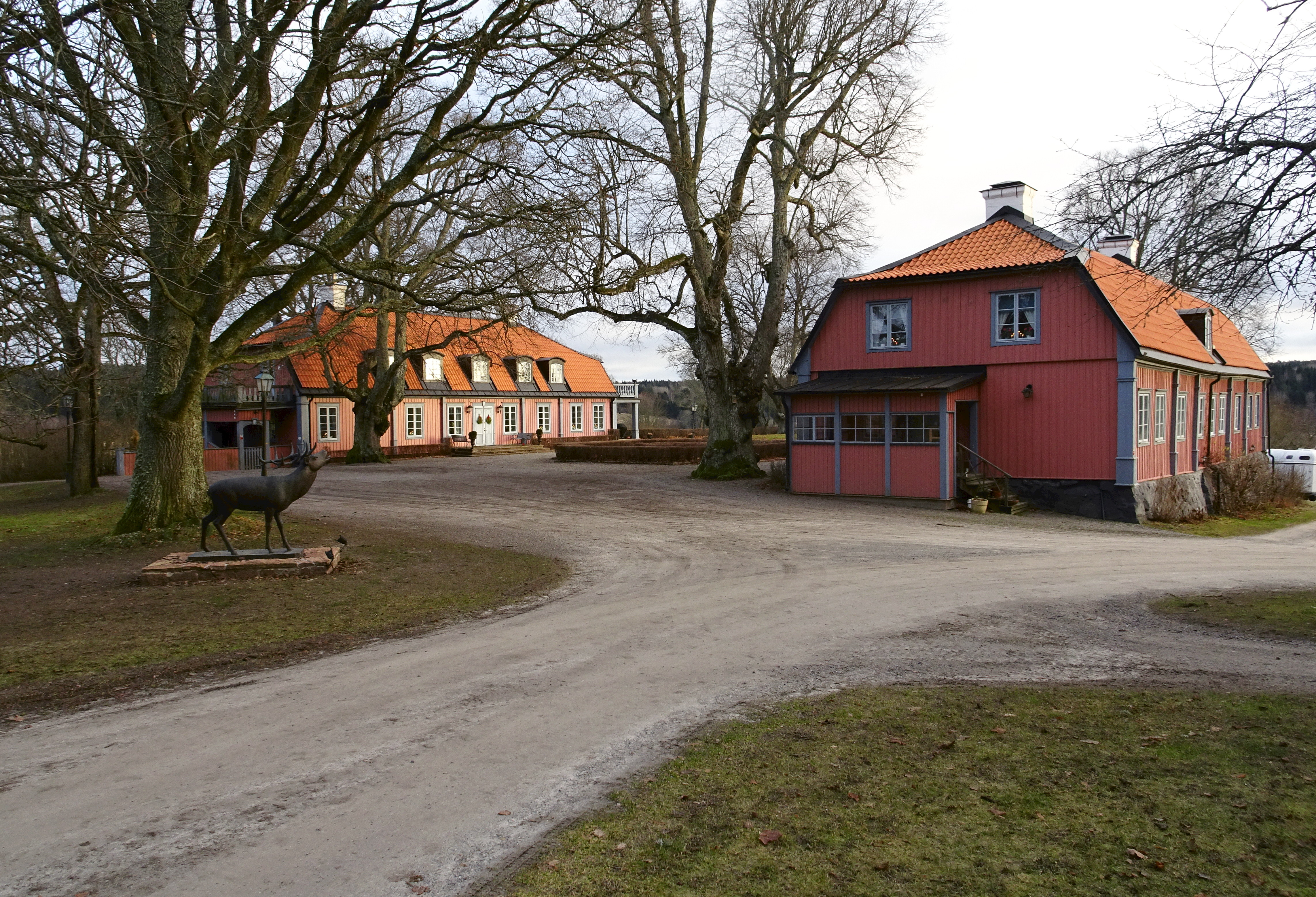
Östra och västra flygeln från norr.
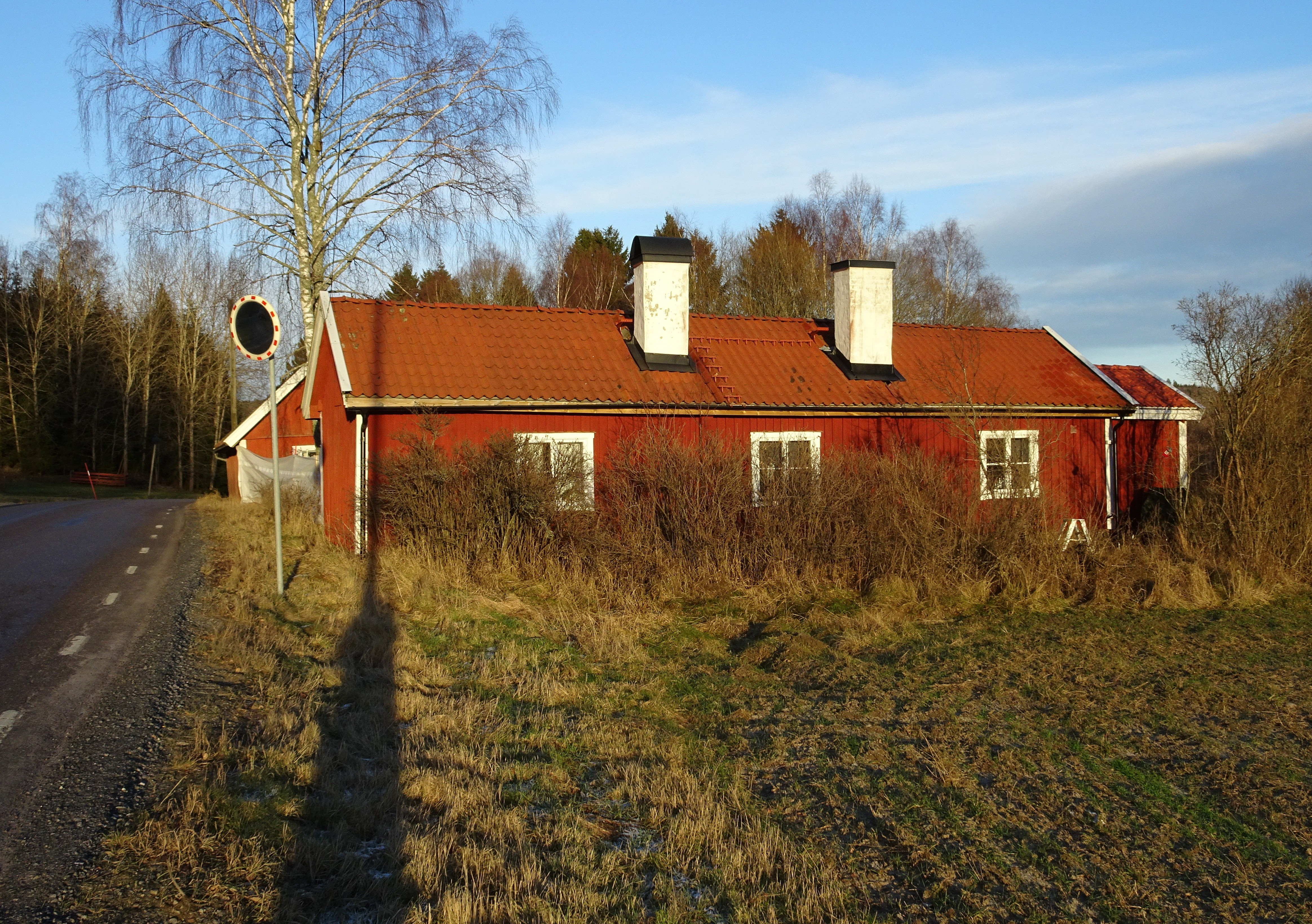
Före detta krogen Tyskbotten.